# Arsenura armida

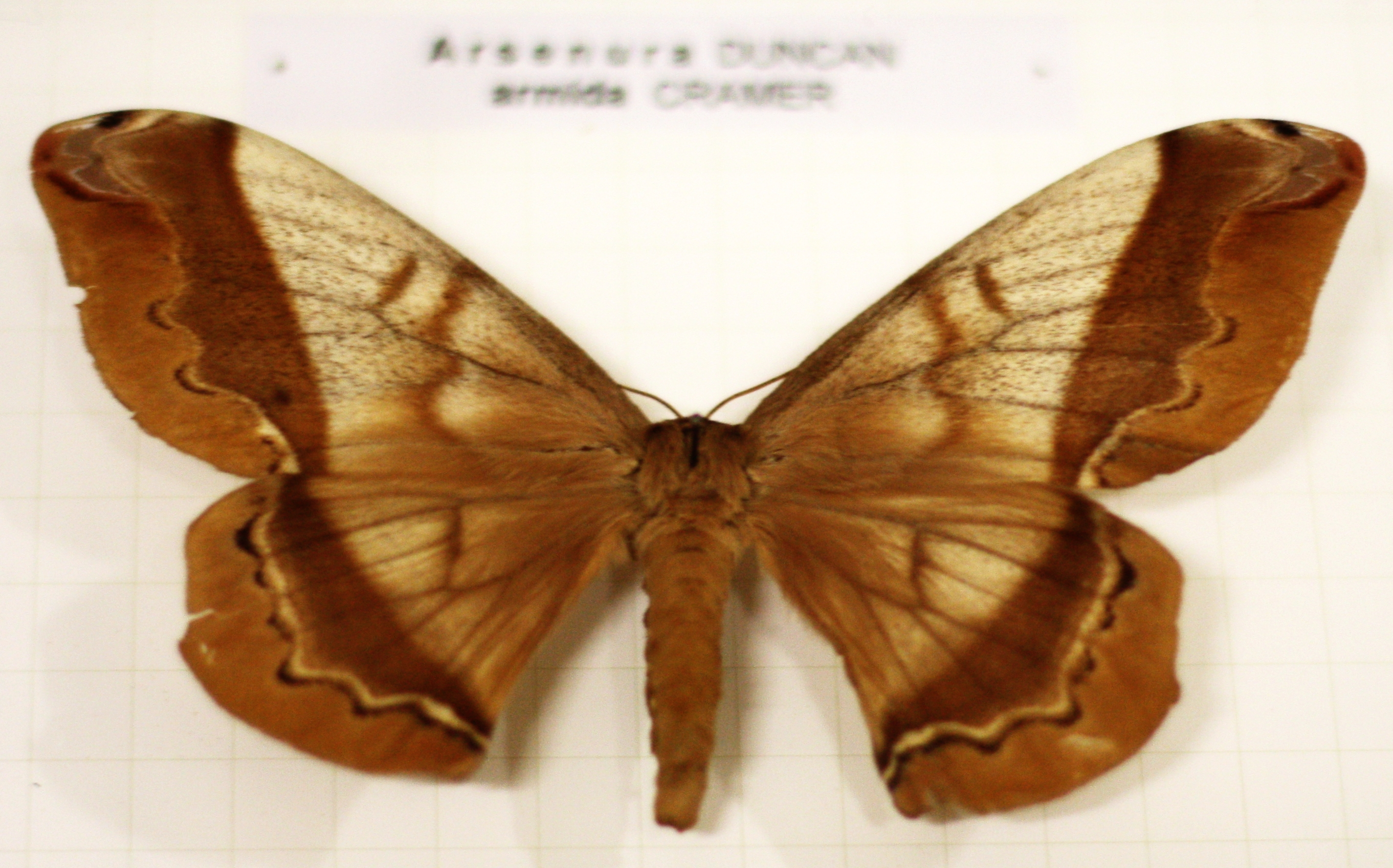
Weibchen (Präparat)

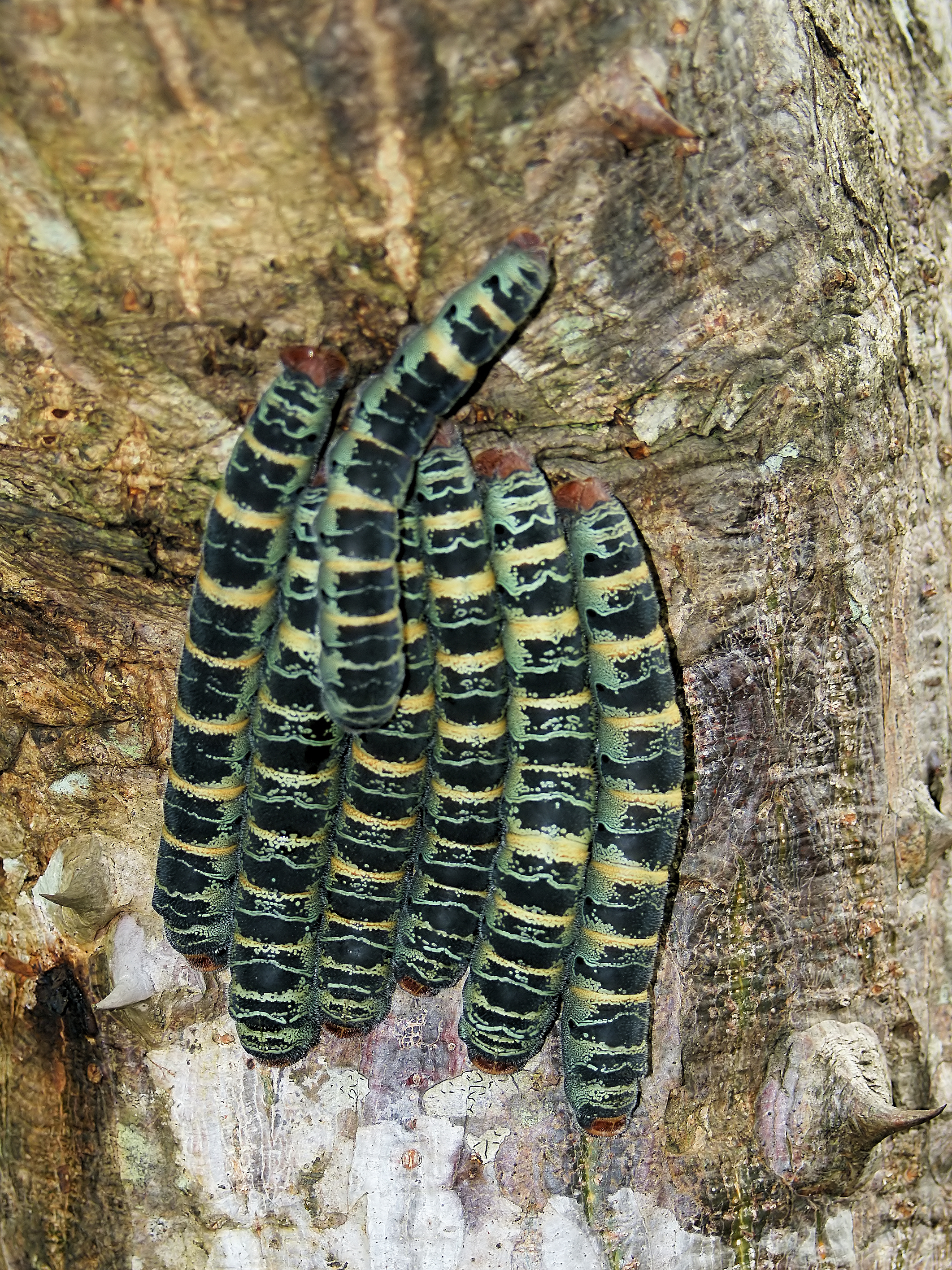
Raupen

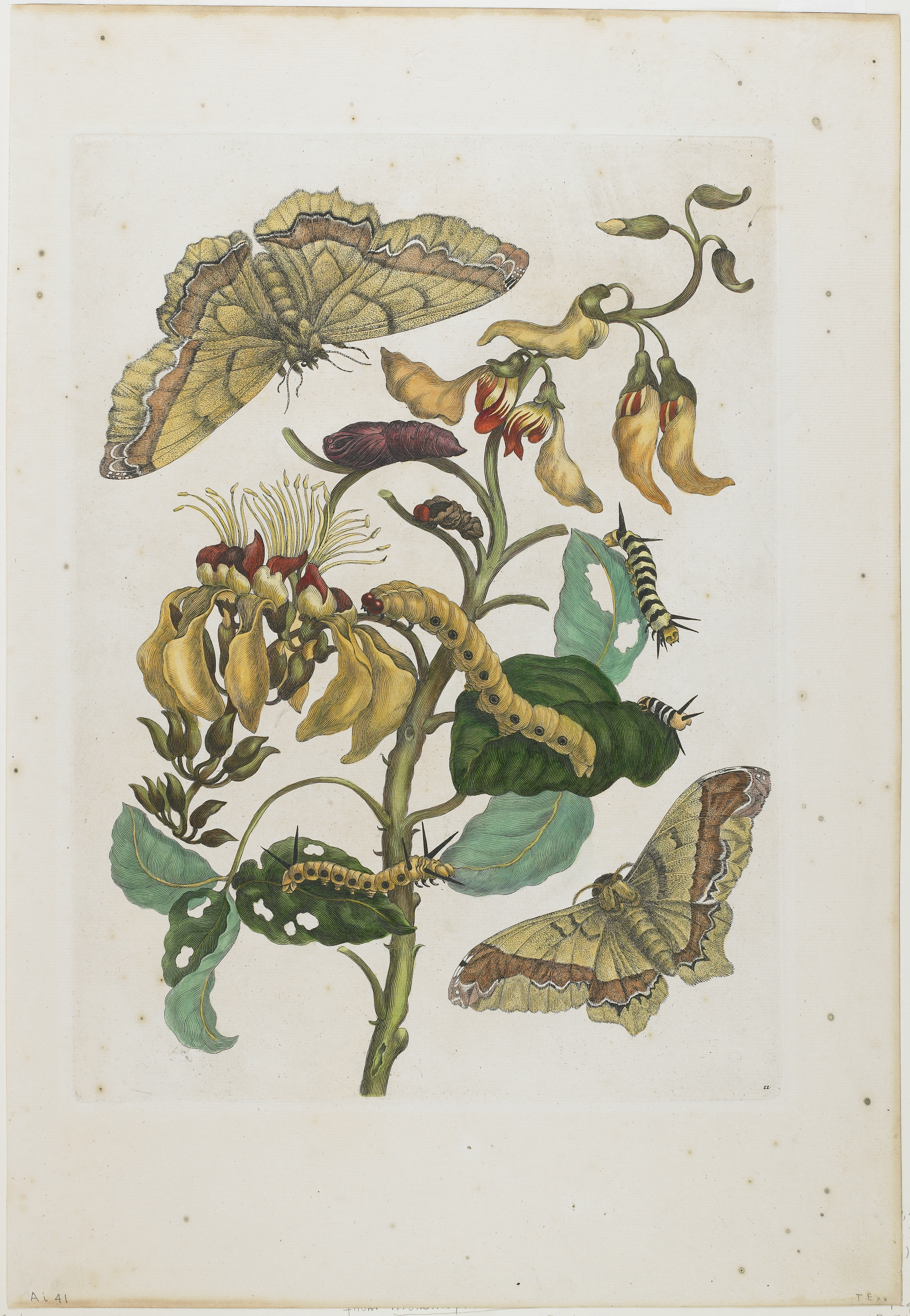
Kupferstich von Maria Sibylla Merian

Arsenura armida ist ein in Mittel- und Südamerika vorkommender Schmetterling (Nachtfalter) aus der Familie der Pfauenspinner (Saturniidae).

## Beschreibung

### Falter
Die Falter erreichen eine Flügelspannweite von 100 bis 120 Millimetern. Zwischen den Geschlechtern besteht ein leichter Sexualdimorphismus. Bei den Männchen ist die Grundfarbe der Flügeloberseiten hellbraun. Die Postdiskal- sowie die Submarginalregion sind dunkler braun und von einer schwarzen, weißlich angelegten Wellenlinie durchzogen. Diskalflecke sind zu dünnen dunkelbraunen Strichen reduziert. Die Hinterflügel zeigen am Apex eine Spitze. Bei den Weibchen sind Basal- und Diskalregion gelblich aufgehellt. Der Apex der Hinterflügel ist rund.

### Raupe
Junge Raupen sind schwarz und gelb geringelt sowie hinter dem Kopf sowie am After mit kurzen schwarzen Haaren versehen. Ausgewachsene Raupen sind kräftig dunkelgrün und gelblich, zuweilen auch schwarz und rotbraun geringelt und an den Seiten ockerfarben.
In einigen Gegenden Mexikos werden die sehr proteinhaltigen Raupen von den einheimischen Ethnien bisweilen als Nahrungsmittel verwendet.

## Verbreitung und Vorkommen
Das Hauptverbreitungsgebiet von Arsenura armida liegt in Mexiko, Bolivien, Ecuador sowie im Südosten Brasiliens. Die Art besiedelt bevorzugt trockene tropische Laubwälder.

## Lebensweise
Hauptflugzeit der ersten Faltergeneration sind die Monate Mai bis August. Eine zweite Generation, deren Falter zwischen Oktober und Dezember fliegen, wird nur gelegentlich gebildet. Die Raupen entwickeln sich nach der Regenzeit. Junge Raupen leben gesellig. Ältere Raupen fressen zwar einzeln an Blättern, versammeln sich aber zu Ruhezeiten zu großen Gruppen zumeist an Baumstämmen und sitzen dann dicht gedrängt beieinander. Mittels eines Pheromons, welches sie als Spur auf den Zweigen ihrer Wanderwege hinterlassen, finden sie stets zu ihren Rastplätzen zurück. Das gehäufte Auftreten vieler Individuen sowie die grelle Färbung der Raupen dient vermutlich zur Abschreckung von Fressfeinden. Die Raupen ernähren sich von den Blättern verschiedener Laubbaum-Arten, dazu zählen: Guazuma ulmifolia, Rollinia membranace und Bombacopsis quinatum.

## Trivia
Die Art wurde im Jahr 1779 von Pieter Cramer erstbeschrieben. Bereits 1705 veröffentlichte die Naturforscherin und Künstlerin Maria Sibylla Merian eine Illustration (kolorierter Kupferstich) eines Falters mit Raupen aus der heutigen Gattung Arsenura innerhalb des Werkes Metamorphosis insectorum Surinamensium (Verwandlung der surinamischen Insekten). Es könnte sich dabei durchaus um Arsenura armida handeln.